# تقديس الشاعر

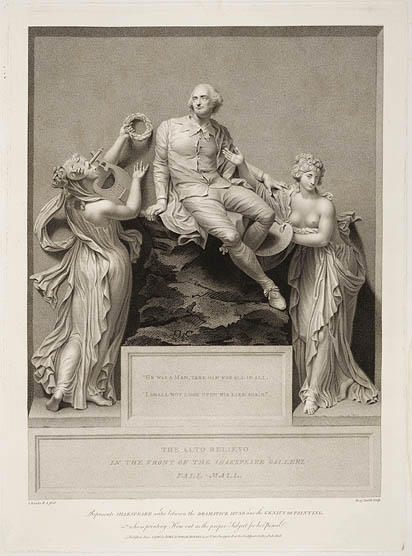
نقش تمثال شكسبير عند مدخل معرض بُيدل شكسبير.

تقديس الشاعر مصلطلح يُفيد الإعجاب المفرط بوليم شكسبير. عُرف شكسبير باسم «الشاعر» منذ القرن الثامن عشر. يُعرف الشخص الذي يعبد شكسبير مقدس الشاعر. والكلمة الإنكليزية Bardolatry «بردولَتري» تتضمن كلمة برد والتي تعني الشاعر البطولي الذي كان يعيش في المجتمع القبلي البدائي القلطي في الجزر البريطانية، وقد شبه به شكسبير تعظيمًا له.